# Jessie Inchauspé
Jessie Inchauspé (1992) is een Franse biochemicus en auteur. Ze schreef meerdere gezondheidsboeken maar staat vooral bekend om haar boek Glucoserevolutie. Dat gaat over het belang van het in balans houden van je bloedsuikerspiegel om je gezondheid te verbeteren.

## Biografie
Jessie Inschaupé werd geboren in 1992. Ze studeerde wiskunde af aan King's College London en een master in biochemie aan Georgetown University.
Op de leeftijd van 19 jaar brak ze haar rug. Dit keerpunt leidde ertoe dat zij zich ging interesseren voor gezondheid .
Ze publiceerde haar eerste boek, Glucoserevolutie, in april 2022. In minder dan vijf maanden zijn er wereldwijd meer dan 500.000 exemplaren verkocht. In dit boek deelt de auteur het belang van glucoseregulatie voor alle aspecten van onze gezondheid.
- Bibsys: 1634281499071
- Bibliothèque nationale de France: cb181080309 (data)
- Gemeinsame Normdatei: 1249779537
- International Standard Name Identifier: 0000 0005 0676 4068
- Library of Congress Control Number: no2022042358
- Nationale Bibliotheek van Tsjechië: xx0300395
- Virtual International Authority File: 12164295008208411470